# Dinastía Liang

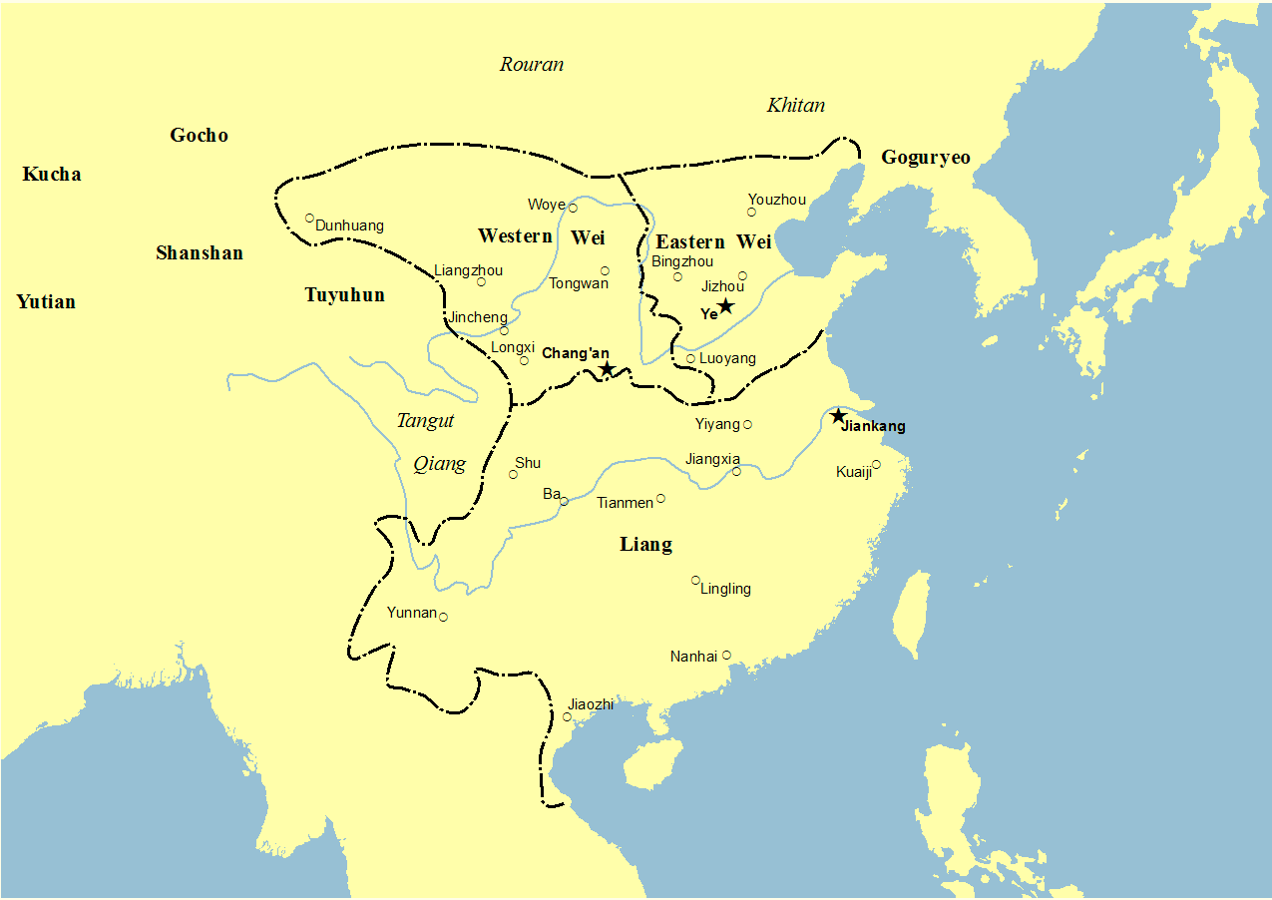
Mapa de la dinastía Liang al sur

Dinastía Liang (梁朝) (502-557), también conocida como Dinastía Liang Meridional (南梁), fue la tercera de las Dinastías del Sur en China, seguida por la Dinastía Chen. La dinastía Liang Occidental (西梁), cuya capital estaba situada en Jiangling en el año 555, demandó ser el sucesor legítimo de la dinastía de Liang; era la sucesora de las Dinastía Wei del Norte, Dinastía Zhou del Norte, y Dinastía Sui, y fue abolida por la Dinastía Sui en el año 587. Algunos eruditos proclaman que esta dinastía representa de la China antigua, y que la caída de la dinastía de la tolerancia impidió seriamente el crecimiento de China en una gran medida. Esta teoría, sin embargo, es fuente de polémica.

## Soberanos de la Dinastía Liang (502-557)
| Nombre póstumo                                               | Nombre de Familia y nombre otorgado | Periodo de reinado | Nombre de la Era y su correspondiente relación de años |
| ------------------------------------------------------------ | ----------------------------------- | ------------------ | --- |
| Convención: Liang + nombre póstumo                           |                                     |                    | |
| Emperador Wu de Liang - Wu Di (武帝 Wǔ Dì)                   | Xiao Yan (蕭衍 Xiāo Yǎn)            | 502-549            | Tianjian (天監 tiān-jiān) 502-519 Putong (普通 pǔ-tōng) 520-527 Datong (大通 dà-tōng) 527-529 Zhongdatong (中大通 zhōng-dà-tōng) 529-534 Datong (大同 dà-tóng) 535-546 Zhongdatong (中大同 zhōng-dà-tóng) 546-547 Taiqing (太清 tài-qīng) 547-549 |
| Emperador Jianwen de Liang - Jianwen Di (簡文帝 jiān wén dì) | Xiao Gang (蕭綱 xiāo gāng)          | 549-551            | Dabao (大寶 dà bǎo) 550-551 |
| Príncipe de Yuzhang - Yu Zhang Wang (豫章王 yù zhāng wáng)   | 蕭棟 xiāo dòng                      | 551-552            | Tianzheng (天正 tiān zhèng) 551-552 |
| Emperador Yuan de Liang - Yuan Di (元帝 yuán dì)             | 蕭繹 xiāo yì                        | 552-555            | Chengsheng (承聖 chéng shèng) 552-555 |
| Marqués de Zhenyang - Zhen Yang Hou (貞陽侯 zhēn yáng hóu)   | 蕭淵明 xiāo yuān míng               | 555                | Tiancheng (天成 tiān chéng) 555 |
| Emperador Jing de Liang - Jing Di (敬帝 jìng dì)             | 蕭方智 xiāo fāng zhì                | 555-557            | Shaotai (紹泰 shào tài) 555-556 Taiping (太平 tài píng) 556-557 |

## Dinastía Liang Occidental 555-587
| Nombre de templo (Miao Hao 廟號 miào hào) | Nombre póstumo (Shi Hao 諡號)                | Nombre personal | Periodo de reinado | Nombre de la Era (Nián Hào 年號) y su correspondiente relación de años |
| --- | -------------------------------------------- | --------------- | ------------------ | ---------------------------------------------------------------------- |
| Convención: Nan Liang + nombre póstumo |                                              |                 |                    |                                                                        |
| Nota: algunos historiadores consideran Liang Occidental como continuación de la dinastía puesto que fue fundada por Xiao Cha (emperador Xuan), nieto de Liang de Xiao Yan (emperador Wu), el fundador de la dinastía de Liang. |                                              |                 |                    |                                                                        |
| Zhong Zong (中宗 zhōng zōng) | 宣帝 xuān dì                                 | 蕭詧 xiāo chá   | 555-562            | Dading (大定 dà dìng) 555-562                                          |
| Shi Zong (世宗 shì zōng) | 孝明帝 xiào míng dì                          | 蕭巋 xiāo kuī   | 562-585            | Tianbao (天保 tiān bǎo) 562-585                                        |
| No existieron | 孝靜帝 xiào jìng dì or Ju Gong\|莒公 jǔ gōng | 蕭琮 xiāo cóng  | 585-587            | Guangyun (廣運 guǎng yùn) 562-585                                      |

- Datos: Q1069868
- Multimedia: Liang Dynasty / Q1069868